# جعال
الجعال (الاسم العلمي: Cyclocephala)، هو جنس من الحشرات يتبع فصيلة الجعليات ضمن رتبة الخنافس. وتستوطن هذه الحشرات من جنوب شرق كندا إلى الأرجنتين، وهي حشرات ليليّة تنجذب إلى الضوء.